# Schola graeca et latina
Schola graeca et latina a fost o școală creată de Matei Basarab la Târgoviște.